# Sloppy Joe II
『Sloppy Joe II』（スラッピー・ジョー・ツー）は、大江千里の2枚目のベスト・アルバム。1994年11月21日にEPIC・ソニーからリリース。初盤のみデジパック仕様。

## 解説
マスタリング・エンジニアにニューヨークのマスタリング・スタジオ、スターリング・サウンドのチーフ・エンジニア、テッド・ジェンセンを起用。収録された初期の曲のマスターテープを本作制作にあたって確認したところ一部が乾燥、痛んでいたことから一晩スチームに入れて状態を回復（この行為を"釜入れ"と呼んでいる）させたものがあることをライナーノーツで大江が明かしている。
「夏の決心 (進め、少年編!) 」は、大江が日本テレビ系『進め!電波少年』にゲスト出演した際「『進め!○○少年』というタイトルの曲を作ってほしい!」とお願いされたのに対して大江が「制作中のベスト・アルバム（本作）に収録する既存曲のいずれかを別バージョンにして、サブタイトルとして付ける」と折衷案を持ち掛け、それに倣って命名された。
「雪の別れ」は当初収録予定は無かったが、制作途中、大江が確認したところ1993年発表曲が一曲も選曲されてなかったことから急遽追加された。
2013年11月27日、『Sloppy Joe I & II』として『Sloppy Joe』と2枚組によるデジタルリマスター盤が発売された。

## 収録曲
| 全作詞・作曲: 大江千里。 |                                                               |           |            |          |      |
| #                        | タイトル                                                      | 作詞      | 作曲・編曲 | 編曲     | 時間 |
| 1.                       | 「魚になりたい」                                              | 大江千里  | 大江千里   | 清水信之 | 5:04 |
| 2.                       | 「たわわの果実」                                              | 大江千里  | 大江千里   | 清水信之 | 3:19 |
| 3.                       | 「あいたい (louder voice one from the movie called "Suki!")」 | 大江千里  | 大江千里   | 小室哲哉 | 5:09 |
| 4.                       | 「APOLLO」                                                    | 大江千里  | 大江千里   | 清水信之 | 4:02 |
| 5.                       | 「YOU」                                                       | 大江千里  | 大江千里   | 大村雅朗 | 3:22 |
| 6.                       | 「真冬のランドリエ」                                          | 大江千里  | 大江千里   | 清水信之 | 4:05 |
| 7.                       | 「おねがい天国 (what's up!!) 」                               | 大江千里  | 大江千里   | 清水信之 | 4:13 |
| 8.                       | 「夏の決心 (進め、少年編!) 」                                 | 大江千里  | 大江千里   | 清水信之 | 5:14 |
| 9.                       | 「塩屋」                                                      | 大江千里  | 大江千里   | 大村雅朗 | 5:17 |
| 10.                      | 「十人十色 (nov's funky bass type) 」                         | 大江千里  | 大江千里   | 清水信之 | 3:30 |
| 11.                      | 「格好悪いふられ方 (original voice)」                         | 大江千里  | 大江千里   | 大村雅朗 | 3:57 |
| 12.                      | 「向こうみずな瞳 」                                           | 大江千里  | 大江千里   | 清水信之 | 3:21 |
| 13.                      | 「雪の別れ -Giant Steps Version-」                            | 大江千里  | 大江千里   | 佐橋佳幸 | 4:55 |
| 14.                      | 「dear (tokyo mix1994)」                                      | 大江千里  | 大江千里   | 清水信之 | 4:32 |
| 15.                      | 「たとえば もっと (another Arigato)」                         | 大江千里  | 大江千里   | 清水信之 | 4:02 |
| 16.                      | 「Bedtime Stories (from W4 street) 」                         | 大江千里  | 大江千里   | 大村雅朗 | 5:14 |
| 合計時間:                | 合計時間:                                                     | 合計時間: | 69:16      |          |      |

### SonyMusic
- SLOPPY JOE II  –  ディスコグラフィ
- Sloppy Joe Ⅰ&II  –  ディスコグラフィ